# Vincent Irizarry
Vincent Michael Irizarry (ur. 12 listopada 1959 w Queens, w stanie Nowy Jork) – amerykański aktor z Portoryko włoskiego pochodzenia.

## Filmografia

### Filmy fabularne
- 1985: Historia Marie Ragghianti jako Dave Ragghianti
- 1986: Wzgórze rozdartych serc jako Fragetti

### Seriale TV
- 1983-86: Guiding Light jako Lujack Lavonczek
- 1984: Guiding Light jako Brandon 'Lujack' Luvanoczeck / Nick McHenry Spaulding
- 1986: Hotel jako Gary Johnson
- 1986: Prawnicy z Miasta Aniołów jako Peter Brosens
- 1987-89: Santa Barbara jako dr Scott Clark
- 1990: Uśmiechy losu (Lucky Chances) jako Gino Santangelo
- 1991: Napisała: Morderstwo jako Michael Abruzzi
- 1993: Guiding Light jako Brandon 'Lujack' Luvanoczek
- 1997: Beverly Hills, 90210 jako Riggs
- 1997-2006: Wszystkie moje dzieci jako David Hayward
- 2005: Tylko jedno życie jako David Hayward
- 2007-2008: Żar młodości jako David Chow
- 2008-2010: Wszystkie moje dzieci jako David Hayward
- 2010: Agenci NCIS: Los Angeles jako Andre Maragos
- 2011-13: Wszystkie moje dzieci jako David Hayward